# Alfred Norberg
Alfred August Norberg, född 16 september 1837 i Stockholm, död 19 september 1920 i Mariefred, var en svensk ämbetsman, författare, kompositör och målare.
Norberg blev student vid Uppsala universitet 1857 och avlade examen till rättegångsverken där 1861 och kameralexamen samma år. Han blev vice häradshövding 1864. Därefter tjänstgjorde han vid Svea hovrätt, där han blev fiskal 1870 och assessor 1874. Norberg konstituerades som revisionssekreterare 1876, blev expeditionschef i Ecklesiastikdepartementet 1878, ordinarie revisionssekreterare 1879 och ledamot i Nya lagberedningen 1884. Han avslutade sin arbetskarriär som justitieråd 1886–1903. Norberg var konstnärligt lagd och bedrev en mängd kulturella verksamheter vid sidan av sitt arbete. Han medverkade bland annat som illustratör i När och fjärran, Ny illustrerad tidning och Svalan – illustrerad veckotidning för familjekretsar under signaturen Anders Petter Qvist.
Alfred Norberg var son till komministern Daniel Peter Norberg och Carolina Sofia Tiwander (som efter första mannens död 1846 gifte om sig med bildhuggaren Carl Gustaf Qvarnström 1859). Han var från 1868 till sin död gift med Augusta Pihlgren, dotter till häradshövding Anders Jakob Pihlgren, och far till Märta Lindblom och Ivar Norberg. Makarna Norberg är begravna på Norra begravningsplatsen utanför Stockholm.